# Gouraye
Gouraye är en kommun i departementet Sélibabi i Mauretanien. Kommunen har en yta på 954 km2, och den hade 26 142 invånare år 2013.